# Pavel Vranský
Brig. gen. v. v. Pavel Vranský (29. dubna 1921, Lipník nad Bečvou – 24. června 2018 Praha) byl český letec z dob druhé světové války a bojovník od Tobruku.

## Život
Pavel Vranský se narodil 29. dubna 1921 v Lipníku nad Bečvou do židovské rodiny jako Pavel Wechsberg. Jeho matka byla matematička a otec byl chemik. Rodina žila ve Frýdlantu nad Ostravicí.
Absolvoval obecnou školu v Bohumíně, reformní reálné gymnázium v Moravské Ostravě. 5. tříd, vyučený v mlékárenství, 1937/38 odborná mlékařská a sýrařská vyšší škola v Kroměříží, maturita na London University 1945. V letech 1956 až 1959 absolvoval 9., 10. a 11. ročník střední školy pro pracující a v červnu 1959 složil maturitní zkoušku. V témže roce se přihlásil k dálkovému studiu na fakultě ekonomického inženýrství při Českém vysokém učení technickém v Praze. Z rodinných důvodů studium nedokončil. V letech 1962 až 1966 studoval při zaměstnání na podnikovém institutu ministerstva dopravy obor provoz a ekonomika letecké dopravy. Podle závěrečného hodnocení prospěl s vyznamenáním. Absolvované studium v podnikovém institutu bylo podle výnosu ministerstva školství uznáno jako vysokoškolské v oboru dopravy s titulem „diplomovaný technik“. V letech 1966 až 1967 absolvoval kurs mezinárodních vztahů pořádaný ministerstvem zahraničí.

## Po válce
Po skončení války létal s Liberatory mezi Londýnem a Prahou, kdy upravená vojenská letadla sloužila jako dopravní stroje. Demobilizoval v roce 1946 v hodnosti rotmistr, poté pracoval v ČSA jako překladatel z angličtiny, od 1. ledna 1948 létal na domácích linkách. Působil též v organizační funkci. V 55 letech jako zahraniční voják odešel do důchodu, s manželkou pořádal rekreační tábory a školy v přírodě v Jizerských horách (oficiálně jako uklízeč, neboť nesměl působit ve vedoucích funkcích). Je dvojnásobným nositelem Československého válečného kříže, trojnásobným držitelem medaile Za chrabrost, nositelem medaile Za zásluhy 1. stupně a jiných českých i britských vyznamenání. Od druhé světové války do konce svého života žil v obci Horoměřice.
Dne 8. května 2017 jej prezident Miloš Zeman jmenoval brigádním generálem.

## Vyznamenání
- Kříž obrany státu ministra obrany České republiky, udělen 07.05.2013
- Medaile Za zásluhy, I. stupeň, udělena 28.10.2013
- Pamětní medaile ministra obrany Slovenské republiky[3]
- Československý válečný kříž 1939
- Československý válečný kříž 1939, udělen podruhé
- Československá medaile Za chrabrost před nepřítelem
- Československá medaile Za chrabrost před nepřítelem, udělen podruhé
- Československá medaile Za chrabrost před nepřítelem, udělen potřetí
- Československá vojenská medaile za zásluhy, I. stupně
- Pamětní medaile československé armády v zahraničí, se štítky Velká Británie a SV
- Pamětní medaile k 20. výročí osvobození ČSSR
- Hvězda 1939–1945[4]
- Válečná medaile 1939–1945[5]
- Africká hvězda[6]
- Evropská hvězda leteckých osádek[7]
- Čestný pamětní odznak k 60. výročí ukončení 2. světové války[8]
- Čestná pamětní medaile k 90. výročí vzniku Československé republiky[9]
- Záslužný kříž ministra obrany České republiky III. stupně
- Pamětní medaile ČsOL „1914–1918 / 1939–1945

## Pavel Vranský ve filmu
- Tobrúk 1941 (2009) – dokument zaznamenává vzpomínky účastníků bitvy o libyjské město Tobrúk ve 2. světové válce. Hovoří němečtí i čeští účastníci bojů (Jan Horal, Viktor Wellemín, Jan Perl, Pavel Vranský, Josef Polívka)[10][11]